# Construction de fusion à récepteurs de lymphocytes T
 (septembre 2022).
Sa qualité peut être largement améliorée en utilisant un vocabulaire plus directement compréhensible.
 (septembre 2022).
Les constructions de fusion à récepteur de lymphocytes T (ou TRuC, de l’anglais « T cell Receptor fusion Construct ») sont des constructions de récepteurs de lymphocytes T (ou TCR, de l'anglais « T-cell receptor »)  modifiées génétiquement qui incluent l’appareillage TCR complet ainsi qu’une tête antigène spécifique (comme un fragment variable à simple chaîne « scFv » ou un anticorps à domaine unique « VHH ») sur l’une de ses sous-unités en N-terminal via un linker protéique. En plus de conserver la fonction et l’affinité de ses chaines TCR α et β natives, cette construction permet aux cellules l’exprimant de reconnaître un antigène spécifique présentés sur des cellules — particulièrement des antigènes associés à des cellules malades cibles — et d’initier l’activité cytotoxique de la cellule en question, via des signalisations ITAMs des CD3-ζ intracellulaires.
Cette habileté de ciblage sélectif à des antigènes de surface de cellules est prisé en transfert adoptif de cellules pour le traitement de maladies provoquant l’expression de marqueurs spécifiques et uniques aux cellules affectées. Ces modifications génétiques visant le ciblage de cellules spécifiques en contexte de greffes cellulaires sont notamment d’intérêt en traitement contre des cancers exprimant des marqueurs tumoraux n'étant pas exprimés dans des tissus sains.
Il est possible de lier la portion antigène-spécifique des complexes TRuC au N-terminal des domaines TCR α et β ou de CD3 γ, δ et ε au sein du complexe TCR afin d’activer la réponse cytotoxique sélective d’intérêt. Parmi ces liaisons, celle au domaine CD3-ε est significativement plus efficace. Ceci est possiblement dû à la quantité double de sous-unités CD3-ε ainsi qu’à la réduction de l’espace disponible pour les phosphatases CD45 et CD148 dans l'espace intercellulaire dû à la proximité accrue à la cellule T lors de l’agrégation des récepteurs ε-TRuC liés aux antigènes de surface. Exprimés sur des cellules T, ces ε-TRuC démontrent notamment une efficacité anti-tumeur plus forte que des cellules T exprimant des récepteurs antigéniques chimériques (CAR-T) de deuxième génération sur des modèles de tumeurs solides ou liquides de souris, tout en ayant un profil de cytokine plus faible que ceux-ci, ce qui limite les risques de syndrome de libération de cytokines (SLC) associés par exemple aux thérapies CAR-T actuelles. Les constructions TRuC pour lesquelles la portion antigène-spécifique est liée à la sous-unité CD3-γ ont une activité anti-tumeur relativement plus efficace que celles où elle est liée aux domaines CD3-δ, TCR-α ou TCR-β, mais nettement moins que pour CD3-ε. Les mécanismes de régulation des récepteurs TCR natifs ont aussi la capacité de limiter des phénomènes de sur-activation et d'apoptose que peuvent subir les CAR-T lors de thérapies cellulaires,.